# 8661 Ratzinger
A 8661 Ratzinger (ideiglenes jelöléssel 1990 TA13) a Naprendszer kisbolygóövében található aszteroida. Lutz D. Schmadel és Freimut Börngen fedezte fel 1990. október 14-én.